# Roze vanilleorchis
De roze vanilleorchis (Gymnadenia corneliana) is een Europese orchidee van de sectie Nigritellae. Het is een typische plant van alpiene streken met een opvallende felroze, later tweekleurig roze bloem.

## Naamgeving enetymologie
- Synoniemen: Nigritella nigra subsp. corneliana Beauverd (1925), Nigritella lithopoloticana subsp. corneliana (Beauverd) Teppner & E. Klein (1985), Nigritella corneliana (Beauverd) Gölz & Reinhard (1986)
- Frans: Nigritelle de Cornelia, Nigritelle Rose

De botanische naam Gymnadenia komt uit het Oudgrieks, betekent zoveel als 'naakte klieren' (γυμνός, gumnos = naakt, ἀδήν, adēn = klier) en slaat op de afwezigheid van een vliesje rond de pollinia of stuifmeelkorrels. De soortaanduiding corneliana is een eerbetoon aan de Zwitserse botanica Cornelia Rudio, die het type in 1925 gevonden heeft.
De Nederlandse naam roze vanilleorchis slaat op de kleur en de geur van de bloemen.

## Kenmerken

### Plant
Gymnadenia corneliana is een overblijvende, niet-winterharde plant en geofyt. Het is een maximaal 25 cm grote, vrij stevige plant met een uitgespreid bladrozet van talrijke (meer dan bij de andere soorten) lijnlancetvormige blaadjes en een bloemstengel met tientallen kleine bloemen in een dichte, halfbolvormige tot cilindrische aar, die meestal hoger dan breed is.
Boven het bladrozet bezit de stengel nog enkele schutbladachtige blaadjes. De onderste schutblaadjes zelf zijn langer dan de bloempjes en zijn langs de rand dicht bezet met kleine kegelvormige tandjes, die ongeveer 0,02 mm lang zijn.

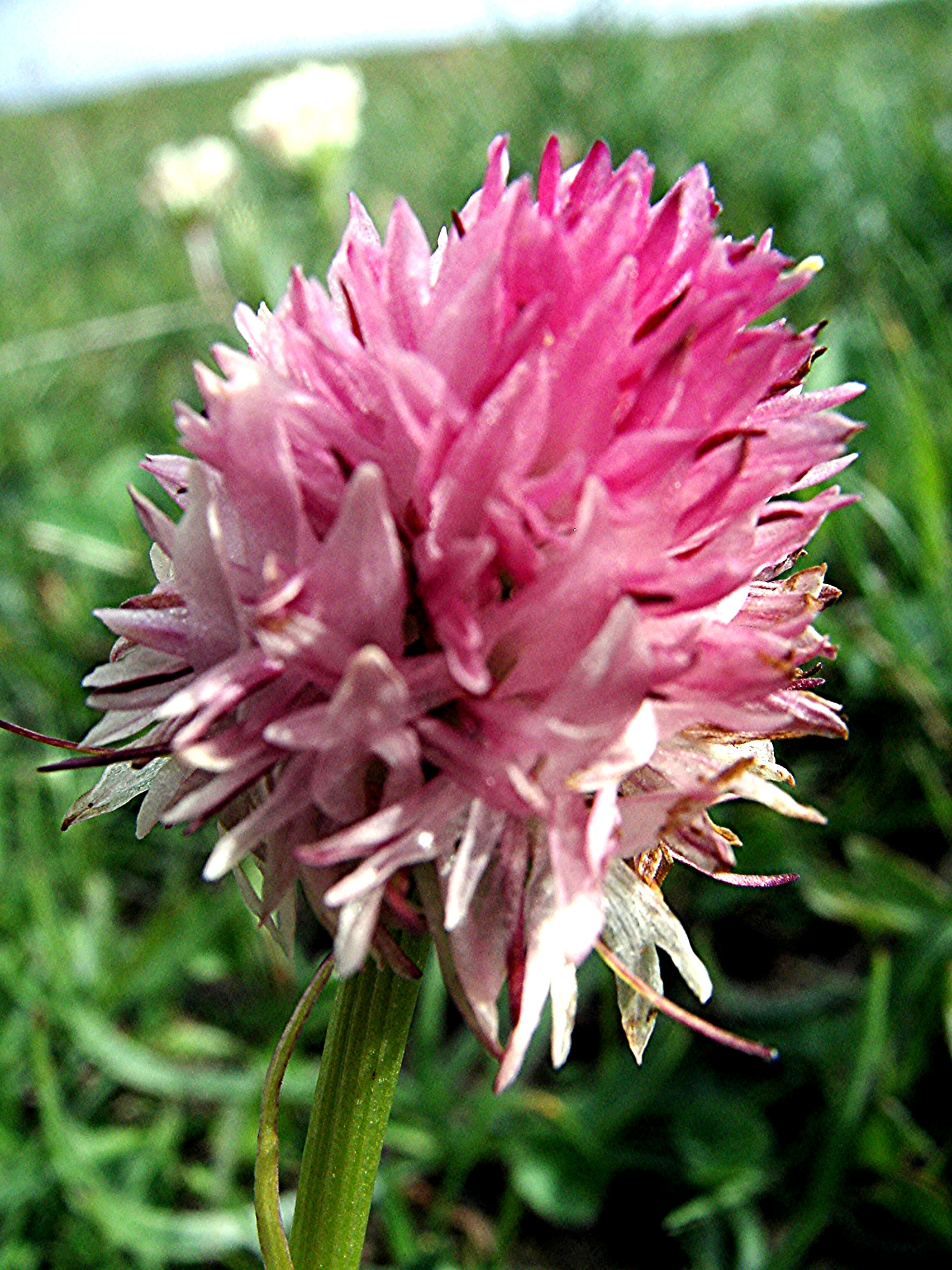
Gymnadenia corneliana, detail bloem

### Bloemen
De bloemen zijn tot 1 cm groot, roze tot rood, naarmate de bloeitijd vordert naar wit verkleurend, zodat de bloeiaar onderaan steeds lichter van kleur is. De bloem is niet geresupineerd, de bloemlip staat bovenaan. De kelkbladen en kroonbladen vormen samen een kelkje. Beide zijn small ellipsvormig, de kelkblaadjes iets groter (± 7 mm) dan de kroonblaadjes, met een spitse top. Ook de lip is smal elliptisch, ± 8 mm lang, de randen naar elkaar toegeplooid en met een insnoering op ⅓ van de onderkant. Er is een zeer kort spoor.
De bloeitijd is van eind juni tot eind juli.

## Habitat
Gymnadenia corneliana heeft een voorkeur voor kalkrijke droge bodems in de volle zon, zoals kalkgraslanden en alpiene weiden, tussen 1800 en 2500 m hoogte.

## Voorkomen
Gymnadenia corneliana komt voor in de zuidelijke Alpen in Frankrijk en Italië, westelijk tot in het Massief van Chartreuse.

## Verwantschap en gelijkende soorten
Gymnadenia corneliana maakt samen met een vijftiental sterk gelijkende soorten deel uit van het ondergeslacht (of sectio) Nigritellae, het vroegere geslacht Nigritella, dat sinds enkele jaren is opgenomen in het geslacht Gymnadenia (muggenorchissen).
Onderscheid maken tussen deze soorten is voor leken dikwijls zeer moeilijk, want gebaseerd op relatieve kenmerken als de vorm en het aantal tandjes op de randen van de schutblaadjes, de vorm van de bloemlip en van het spoor.
Daarbij komen er tussen de vijftien soorten nog eens bijna evenveel hybriden voor, wat de determinatie tot op soortniveau niet vereenvoudigd. Gelukkig is de overlap van verspreidingsgebieden beperkt.
Gymnadenia corneliana kan echter door zijn tweekleurig roze-witte bloeiaren en binnen zijn verspreidingsgebied met geen enkel andere vanilleorchis verward worden.

## Bedreiging en bescherming
Gymnadenia corneliana is regionaal beschermd in Frankrijk. Hij wordt weinig bedreigd, tenzij door het plukken van de bloemen en door de aanleg van skipistes.
Sectie: Gymnadeniae

G. borealis · 
G. conopsea (Grote muggenorchis) · 
G. densiflora (Dichte muggenorchis)· 
G. frivaldii · 
G. odoratissima (Welriekende muggenorchis) · 
G. pyrenaica · 
G. straminea

Sectie: Nigritellae

G. archiducis-joannis · 
G. austriaca · 
G. bicornis · 
G. buschmanniae · 
G. carpatica · 
G. cenisia · 
G. corneliana (Roze vanillieorchis) · 
G. crassinervis · 
G. dolomitensis · 
G. emeiensis · 
G. gabasiana · 
G. lithopoliticana · 
G. microgymnadenia · 
G. neottioides · 
G. nigra (Zwarte vanilleorchis) · 
G. orchidis · 
G. propinqua · 
G. rhellicani · 
G. rubra · 
G. runei · 
G. stiriaca · 
G. taquetii · 
G. widderi